# Cantón de Saint-Valery-sur-Somme
El cantón de Saint-Valery-sur-Somme era una división administrativa francesa, que estaba situada en el departamento de Somme y la región de Picardía.

## Composición
El cantón estaba formado por doce comunas:
- Arrest
- Boismont
- Brutelles
- Cayeux-sur-Mer
- Estrébœuf
- Franleu
- Lanchères
- Mons-Boubert
- Pendé
- Saigneville
- Saint-Blimont
- Saint-Valery-sur-Somme

## Supresión del cantón de Saint-Valery-sur-Somme
En aplicación del Decreto nº 2014-263 de 26 de febrero de 2014, el cantón de Saint-Valery-sur-Somme fue suprimido el 22 de marzo de 2015 y sus 12 comunas pasaron a formar parte del nuevo cantón de Abbeville-2 y cinco del nuevo cantón de Friville-Escarbotin.